# Osman Murat Ülke
Osman Murat Ülke (1970-) est un objecteur de conscience turc proche du mouvement libertaire.

## Biographie
Appelé au service militaire, il se déclare objecteur de conscience le 1er septembre 1995.
Un an après, il est arrêté et envoyé dans son unité d’affectation pour effectuer son service militaire. Devant son refus, il est incarcéré dans la prison militaire de Mamak, puis condamné par la justice pour « insubordination ».
Son cas attire l’attention des médias et de la communauté internationale car il est le premier objecteur emprisonné. Il est successivement, et a plusieurs reprises, envoyé au service militaire, qu’il refuse de faire, puis jugé pour son refus, emprisonné, libéré au terme de sa peine, puis automatiquement renvoyé à son unité d’affectation pour y refaire son service militaire. Car, le fait de purger une peine de prison ne l'exempte pas du service national. Il refuse évidemment à chaque fois et est à chaque fois emprisonné. Ce cercle vicieux se répète 11 fois de 1996 a 1999. Ce n'est que le 8 mars 2000 qu'il est définitivement libéré, mais toujours considéré comme un déserteur par l'État turc
C’est autour de la solidarité avec Osman Murat Ülke que le mouvement des objecteurs de conscience commence à s'organiser en Turquie. La forte médiatisation de ses procès permet la diffusion de l’idée d’objection de conscience et par là même la multiplication des objecteurs.